# ایلانا گلیزر
ایلانا گلیزر (به انگلیسی: Ilana Glazer) (زاده ۱۲ آوریل ۱۹۸۷) استندآپ کمدین و بازیگر آمریکایی است.
از فیلم‌هایی که وی در آن نقش داشته‌است می‌توان به شب سخت اشاره کرد.